# Křeslice (tvrz)
Tvrz v Křeslicích je zaniklé panské sídlo v Praze 10. Stála v Horních Křeslicích při hospodářském dvoře.

## Historie
Roku 1324 část Křeslic daroval Oldřich z Říčan klášteru svaté Anny, druhá část byla v majetku vyšehradské kapituly a ta ji pronajímala. Při husitských bouřích zabrali roku 1421 Pražané zdejší církevní majetek a postoupili jej Janu Běhalovi a jeho manželce Markétě.
Tvrz, která stála u dvora v Horních Křeslicích, je poprvé zmíněna roku 1431. Jednalo se o rozhodnutí sporu o ves Křeslice mezi Štěpánem Běhalem a Jakubem. Z pozdější doby informace o tvrzi nejsou.
Roku 1491 daroval Vladislav Jagellonský ves Starému Městu. Tomu byla roku 1547 zkonfiskována a později ji Ferdinand I. prodal Hanušovi Reinšpergerovi z Reinšperku. Roku 1570 držel Horní Křeslice Bohuněk Hrzek ze Mšena. Roku 1616 náležela horní část vsi k průhonickému panství, dolní část zůstávala v majetku kláštera svaté Anny.